# Гвідо Корбеллі
Гвідо Корбеллі (італ. Guido Corbelli; 16 березня 1913, Сассуоло — 30 листопада 1994) — італійський футболіст, що грав на позиції флангового нападника, згодом футбольний тренер.

## Клубна кар'єра
На початку 1930-х грав у четвертому італійському дивізіоні за «Сассуоло» і «Карпі».
1933 року приєднався до «Анконітани», в якій провів п'ять сезонів, допомігши команді підвищитися в класі до Серії B.
Протягом 1938—1940 років захищав кольори «Венеція», у тому числі другий сезон на рівні Серії A. Згодом у найвищому італійському дивізіоні провів два сезони в «Аталанті» і один рік у «Мілані».
Згодом до 1949 року грав за «Парму», «Чезену», «Венецію» і «Козенцу».

## Виступи за збірну
Навесні 1940 року провів свою єдину офіційну гру у складі національної збірної Італії.

## Кар'єра тренера
Розпочав тренерську кар'єру, ще продовжуючи грати на полі, 1948 року, очоливши тренерський штаб клубу «Козенца».
Згодом протягом другої половини 1950-х тренував команди «Местрини», «Доло» та «Форлі».
Помер 30 листопада 1994 року на 82-му році життя.
| Дата     | Місто | Господарі | Результат | Гості     | Турнір           | Голи | Примітки |
| -------- | ----- | --------- | --------- | --------- | ---------------- | ---- | -------- |
| 3-3-1940 | Турин | Італія    | 1 – 1     | Швейцарія | товариський матч | 1    |          |
| Усього   |       | Матчів    | 1         |           | Голів            | 1    |          |